# Gazdag Erzsi
Gazdag Erzsi (eredeti neve: Sebesi Erzsébet) (Budapest, 1912. november 14. – Szombathely, 1987. február 9.) magyar ifjúsági író, költő.

## Életpályája
Sebesi Erzsébet néven született, törvénytelen gyermekként. Korán Sárvárra került, anyai nagyanyjához, Gazdag Erzsébethez (az ő nevét vette fel később). Első versét 13 éves korában írta, diákként színésznő szeretett volna lenni. Szombathelyen a neves nyelvész, költő, néprajztudós, Pável Ágoston karolta fel már az elemi iskolában. Büszkén vallotta magáról, hogy 14 éves korától önálló kereső. Az önfenntartás nehézségeivel is magyarázható, hogy tanulmányait gyakorta megszakította. 1936-ban érettségizett Kőszegen, az 1938–1939-es tanévben a Szegedi Ferenc József Tudományegyetem Természettudományi Karára iratkozott be. 1945-től a Pécsi Tudományegyetem Jog- és Államtudományi Karán végzett el egy fél évet. Közben újságírásból, leckeadásokból, alkalmi munkákból tartotta fenn magát. Volt laboráns, gyógyszertári technikus, gyógynövénybegyűjtő, majd 1961-től nyugdíjazásáig, 1970-ig a szombathelyi Berzsenyi Dániel Megyei Könyvtár munkatársa. Fiatalkori barátságot kötött Weöres Sándorral. Otthona 1974-től haláláig a könyvtár szomszédságában, a Petőfi Sándor utca 45. alatt volt.

## Munkássága
Első kötete Pável Ágoston segítségével jelent meg 1938-ban Üvegcsengő címen. Ez a kötet egyaránt tartalmazott felnőtt-, illetve gyermekverseket. Weöres Sándor főként ez utóbbiakat méltatta a Nyugat hasábjain, és ezekre figyelt fel Kodály Zoltán is, aki többet megzenésített közülük. A biztatásoknak köszönhetően Gazdag Erzsi figyelme egyre inkább a gyermekversek felé terelődött. Sorra jelentek meg népszerű kötetei: Mesebolt (1957), Itt a tavasz! (1967), Egérlakta kis tarisznya (1970), Ringató (1974), Mézcsurgató (1981) stb.
Míg gyermekverseiből a derű és a humor árad, élete egyre komorabb lett, és a társnélküliség, a magány kiérződött felnőttverseiből is, melyek sokáig csak folyóiratokban jelentek meg. Élete alkonyán kezdte összerendezni ezeket a műveket, ám a felnőttversekből álló Az utolsó szó jogán (1987) című kötet már csak a halála után tudott megjelenni.
Munkásságáról azt tartják, hogy igen nehezen szokta meg a rendszeres munkát, hiszen addig független volt. Ha reggel versírásba kezdett, nem ért be a hivatalos munkakezdésre. Ha a tájékoztató pultnál ült, és valaki megzavarta a versfaragásban, összegyűrte a papírt, és kidobta.
Életét Merklin Tímea könyvben (Szép szavak kincstárnoka), Horváth Zoltán pedig dokumentumfilmben (A meseboltos, 2006. 42 perc) dolgozta fel.
Gazdag Erzsi mesélőkedve, a természet világában való különös otthonossága a Mesebolt című versében álomképszerűen válik teljessé.

| „ | Volt egyszer egy mesebolt, abban minden mese volt. Fiókjában törpék ültek, vízilányok hegedültek. Öreganyók szőttek-fontak, apró manók táncba fogtak. Kaszás pók varrt az ablakban, lidérc ugrált az udvarban. A lámpában ecet égett. Az egylábú kettőt lépett. Cégére egy tündér volt. ...Ilyen volt a mesebolt. | ” |
|   | |   |

## Művei
- Üvegcsengő (versek, 1938)
- Palika flótája (verses-képeskönyv, 1953)
- Mesebolt (versek, 1957)
- Száll a sárkány (verses-képeskönyv, 1959)
- Itt a tavasz! (1967)
- Hívogató (gyermekversek, 1967)
- Egérlakta kis tarisznya (mesék, versek, 1970)
- Barátaink (1971)
- Jóbarátaink (1973)
- Ringató (1974)
- A megtalált Tündérország (verses mese, 1975)
- Honnan jöttél Télapó? (1976)
- Itt a nyár! (1977)
- Itt az ősz! (1978)
- Mit játszottunk a héten? (1979)
- Erdőn, mezőn... (1980)
- Mézcsorgató (gyermekversek, mesék, 1981)
- Biztató (versek, 1986)
- Az utolsó szó jogán (versek, 1987)
- Meseforrás (1990)
- Volt egyszer egy Mesebolt (1992)
- A nefelejcs dala; General Press, Bp., 2005